# 경의선 (영화)
"경의선"은 2007년에 개봉한 대한민국의 영화이다.

## 캐스팅
- 김강우 : 김만수 역
- 손태영 : 이한나 역
- 백종학 : 김호 교수 역
- 차서원 : 가판대 아가씨 역
- 지종은 : 선배 여자강사 역
- 엄수정 : 선배 여자강사 역
- 황택하 : 남자강사 역
- 홍달표 : 국회의원 보좌관 역
- 권혁 : 은행원 역
- 오정세 : 방송국 PD 역
- 유하나 : 여자강사 미라 역
- 안선영 : 교보문고 계산대 점원 역
- 김승욱 : 선배 역무원 역
- 정인기 : 경의선 기관사 역
- 이호재 : 만수 아버지 역 (특별출연)
- 박정수 : 한나 어머니 역 (특별출연)